# Freilla
Freilla é um gênero de traça pertencente à família Arctiidae.